# Pollenia
Pollenia este un gen de muște din familia Calliphoridae.

## Specii[1]
- Pollenia advena
- Pollenia aerosa
- Pollenia agilis
- Pollenia algira
- Pollenia angustigena
- Pollenia antipodea
- Pollenia arvorum
- Pollenia asiatica
- Pollenia astrictifrons
- Pollenia atramentaria
- Pollenia atrata
- Pollenia atricoma
- Pollenia atrifemur
- Pollenia aurantifulva
- Pollenia aurata
- Pollenia autumnalis
- Pollenia bazinia
- Pollenia bentalia
- Pollenia bezziana
- Pollenia bicolor
- Pollenia bicoloripes
- Pollenia bisulca
- Pollenia buccalis
- Pollenia bulgarica
- Pollenia caerulescens
- Pollenia caesia
- Pollenia calamisessa
- Pollenia chotei
- Pollenia chrysothrix
- Pollenia cinerea
- Pollenia coffeana
- Pollenia commensurata
- Pollenia conjuncta
- Pollenia consanguinea
- Pollenia consectata
- Pollenia contempta
- Pollenia corinneae
- Pollenia cuprea
- Pollenia cyanescens
- Pollenia dasypoda
- Pollenia demissa
- Pollenia disemura
- Pollenia draco
- Pollenia dysaethria
- Pollenia dyscheres
- Pollenia dysethria
- Pollenia enetera
- Pollenia erlangshanna
- Pollenia eurybregma
- Pollenia fangensis
- Pollenia flava
- Pollenia flavicans
- Pollenia flavipalpis
- Pollenia flindersi
- Pollenia floralis
- Pollenia fontinalis
- Pollenia frontalis
- Pollenia fulviantenna
- Pollenia fulvicornis
- Pollenia fulvipalpis
- Pollenia fumosa
- Pollenia funebris
- Pollenia gagatea
- Pollenia grisella
- Pollenia grisetomentosa
- Pollenia grunini
- Pollenia guernica
- Pollenia haeretica
- Pollenia hazarae
- Pollenia hermoniella
- Pollenia hirticeps
- Pollenia hirtiventris
- Pollenia hispida
- Pollenia hortensis
- Pollenia huangshanensis
- Pollenia hungarica
- Pollenia ibalia
- Pollenia immanis
- Pollenia inconclusa
- Pollenia insularis
- Pollenia intermedia
- Pollenia japonica
- Pollenia khasiensis
- Pollenia lativertex
- Pollenia leclercqiana
- Pollenia limpida
- Pollenia longitheca
- Pollenia ludingensis
- Pollenia luteola
- Pollenia luteovillosa
- Pollenia maculata
- Pollenia mallochi
- Pollenia marginella
- Pollenia mayeri
- Pollenia mediterranea
- Pollenia melanurus
- Pollenia metallica
- Pollenia micans
- Pollenia mongol
- Pollenia monsdulitae
- Pollenia moretonensis
- Pollenia muscidea
- Pollenia mystica
- Pollenia nana
- Pollenia nigra
- Pollenia nigripalpis
- Pollenia nigripes
- Pollenia nigriscens
- Pollenia nigrisquama
- Pollenia nigrita
- Pollenia nitens
- Pollenia nitidiventris
- Pollenia norwegiana
- Pollenia notialis
- Pollenia occlusa
- Pollenia olivacea
- Pollenia opalina
- Pollenia oralis
- Pollenia oreia
- Pollenia ospedaliana
- Pollenia pallida
- Pollenia papua
- Pollenia paragrunini
- Pollenia parviostia
- Pollenia paupera
- Pollenia pectinata
- Pollenia pediculata
- Pollenia pernix
- Pollenia pilosula
- Pollenia ponti
- Pollenia pratensis
- Pollenia primaeva
- Pollenia pruinosa
- Pollenia pseudintermedia
- Pollenia pseudomelanurus
- Pollenia pseudorudis
- Pollenia pubescens
- Pollenia pulverea
- Pollenia pulvillata
- Pollenia pumila
- Pollenia recta
- Pollenia rubicornis
- Pollenia rudis
- Pollenia rufella
- Pollenia ruficornis
- Pollenia ruficrura
- Pollenia rufifemorata
- Pollenia rufipalpis
- Pollenia rungsi
- Pollenia rustica
- Pollenia sakulasi
- Pollenia sandaraca
- Pollenia scalena
- Pollenia semiaperta
- Pollenia semicinerea
- Pollenia shaanxiensis
- Pollenia sichuanensis
- Pollenia silvatica
- Pollenia similis
- Pollenia sinensis
- Pollenia solitaria
- Pollenia stigi
- Pollenia stolida
- Pollenia strenua
- Pollenia submetallica
- Pollenia sytshevskajae
- Pollenia tenuiforceps
- Pollenia tesselata
- Pollenia testacea
- Pollenia tianmushanensis
- Pollenia tomentosa
- Pollenia townsendi
- Pollenia trifascia
- Pollenia umbrifera
- Pollenia uniapicalis
- Pollenia uniseta
- Pollenia vagabunda
- Pollenia varensis
- Pollenia varia
- Pollenia venturii
- Pollenia vera
- Pollenia vernalis
- Pollenia verneri
- Pollenia vespillo
- Pollenia viatica
- Pollenia violacea
- Pollenia violacina
- Pollenia virescens
- Pollenia viridiventris
- Pollenia vivida
- Pollenia wyatti
- Pollenia yuphae